# Vabadussild
Le pont de la Liberté  (en estonien : Vabadussild ou Vabaduse sild) est un pont du centre-ville de Tartu en Estonie.

## Présentation
Le pont relie la rue Laia tänav à la rue Vene tänav.
Un appel d'offres public a été lancé pour la construction du pont et des offres ont été soumises par 5 entreprises. L'appel d'offres a été remporté par la société lettone SIA Tilts.
La construction du pont s'est achevée le 20 décembre 2008.
La cérémonie d'inauguration du pont de la Liberté a eu lieu le 29 juillet 2009,.

## Caractéristiques
La longueur totale du pont est de 90 mètres.
La largeur de la chaussée et des pistes cyclables est de 13,35 m au total, avec les trottoirs, la largeur totale du pont est de 18,75 mètres.
Des passages sous le pont d'une largeur de 4 mètres ont été construits des deux côtés de l'Emajõgi.
La structure du pont est une dalle de pont en béton armé précontraint reposant sur des colonnes d'étaiement.
Les bacs sont constitués de câbles en acier protégés par une couche synthétique, d'un diamètre de 25 cm.
L'arc assemblé à partir de neuf sections est en acier et recouvert d'une peinture anti-corrosion.
Les extrémités de l'arc reposent sur des piliers de rivage avec des fondations sur la culée.
Les pieux en béton armé mesurant 21 m de long sont fixés dans le grès,.

## Galerie

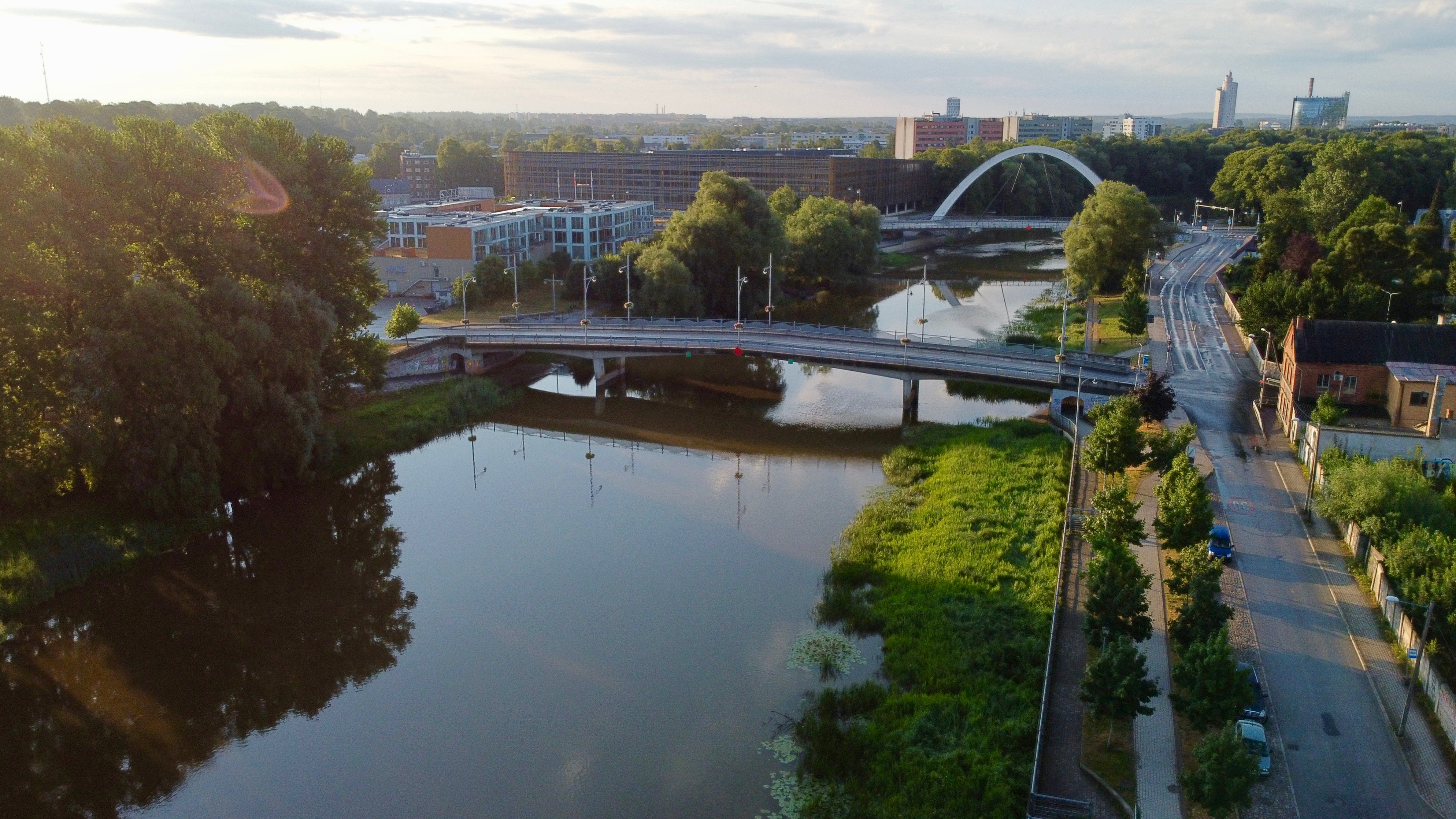
Le pont du jardin de la couronne et en arrière-plan le pont de la Liberté.